# Maspujols
Maspujols – gmina w Hiszpanii, w prowincji Tarragona, w Katalonii, o powierzchni 3,57 km². W 2011 roku gmina liczyła 750 mieszkańców.